# Akt Konfederacji warszawskiej
Akt Konfederacji warszawskiej (1573) – dokument pergaminowy przechowywany w zbiorach Archiwum Głównego Akt Dawnych w Warszawie, wpisany w 2003 roku na listę UNESCO Pamięć Świata.

## Historia
Akt konfederacji warszawskiej przechowywał marszałek koronny Jan Firlej. Po jego śmierci dokument trafił do Archiwum Koronnego w Krakowie, jednak nie był notowany w inwentarzu. W 1702 roku podczas pożaru zamku na Wawelu został zalany wodą i uległ zniszczeniu. Informacja o nim pojawia się dopiero w 1730 roku. W 1765 Archiwum Koronne przeniesiono do Warszawy, a w 1795 roku zabrano je Petersburga. Tam dokument opisano jako: „Oryginał konfederacji generalnej przed elekcją Henryka króla, z wielą pieczęciami, pismo zgasłe”. Dokument wrócił do Warszawy na podstawie postanowień traktatu ryskiego, który nakazywał zwrot Polsce archiwaliów wywiezionych do Rosji po 1772 roku.
Dokument jest przechowywany w Archiwum Głównym Akt Dawnych w Warszawie i bardzo rzadko pokazywany publicznie. Jedną z okazji do prezentacji były obchody 450 rocznicy uchwalenia aktu Konfederacji w styczniu 2003 roku. Przez dwa dni można było zobaczyć w siedzibie AGAD oryginał dokumentu. Równocześnie na wystawie przygotowanej przez Bibliotekę Sejmową pokazywano kopię konserwatorską aktu.

## Opis dokumentu
W 2016 roku podczas konserwacji w Centralnym Laboratorium Konserwacji Archiwaliów AGAD rozplątano sznury z pieczęciami, zabezpieczono uszkodzone sznury używając do tego jedwabnych nici oraz oczyszczono pergamin w miejscu przypięcia sznurów. Wykonano też dokumentację fotograficzną pieczęci, które ponumerowano i zidentyfikowano. Jak stwierdziła przeprowadzająca konserwację Justyna Król-Próba, 27 z nich jest pustych, a 181 zawiera odciśnięte herbowe pieczęci sygnatariuszy.
Dokument został spisany na pergaminie w języku polskim i łacińskim. Ma wymiary 640x350x160 mm i dopięto do niego 209 pieczęci, które wiszą w siedmiu rzędach. Podczas konserwacji w 2016 roku stwierdzono, że w momencie powstania do dokumentu prawdopodobnie przypięto do niego 224 pieczecie. W każdym rzędzie umieszczono 32 pieczęcie (po dwie na jednym sznurze), ale tylko w trzecim rzędzie (licząc od strony dokumentu) zachował się ich komplet. W pozostałych brakuje pieczęci, a nawet sznurów.

## Wpis na listę Pamięć Świata
W październiku 2002 roku Naczelna Dyrekcja Archiwów Państwowych zgłosiła akt Konfederacji Generalnej Warszawskiej z 1573 roku na listę UNESCO Pamięć Świata. Wpisu dokonano w 2003 roku podczas VI Spotkania Międzynarodowego Komitetu „Pamięć Świata” w Gdańsku.